# Diamena stenantha
Diamena stenantha là một loài thực vật có hoa trong họ Măng tây. Loài này được (Ravenna) Ravenna mô tả khoa học đầu tiên năm 1987.